# Gwasg Carreg Gwalch
Gwasg Carreg Gwalch è una casa editrice britannica con sede a Llanrwst, nel Galles, Regno Unito. È specializzata in opere editoriali in lingua gallese, ma pubblica anche libri in lingua inglese di interesse gallese.
La società è stata fondata da Myrddin ap Dafydd nel 1980 e aveva sede a Capel Garmon. Prende il nome da Carreg-y-gwalch ("falco di roccia"), un punto di riferimento locale che rappresenta anche il suo logo.
Gwasg Carreg Gwalch ha pubblicato opere di scrittori come Mererid Hopwood, Meic Stephens, Mike Jenkins e T. Llew Jones.